# Стемацкий, Авигдор
Авигдор Стемацкий (1908—1989) — израильский художник российского происхождения, пионер израильского абстрактного искусства.

## Биография
Стемацкий родился в Одессе в 1908 году. В 1922 году он с родителями эмигрировал в Палестину. С 1926 по 1928 год Авигдор посещал школу «Бецалель» в Иерусалиме. В этот период он присоединился к группе художников «Массад» в Тель-Авиве (1929). Затем он уезжает в Париж учиться в Академии Гранд Шомьер и Академии Коларосси (1930-31). Он был одним из основателей группы «Новые Горизонты», которая стремилась создать новый визуальный ряд как основу для освобождения израильского искусства от привязанности к обособленности содержания и формы так называемой тематической живописи. Свою первую персональную выставку Авигдор провел в Тель-Авивском музее искусства в возрасте 31 года. Среди израильских художников Авигдор Стемацкий и Иехезкель Штейхман занимают особое место. Хотя каждый из них имел свой особенный, индивидуальный стиль, у них было много сходного: общая студенческая жизнь в «Бецалеле» в 1920-х годах, отклик на влияние Еврейской Парижской школы в 1930-х и на «современное» (поздний кубизм) искусство в 1940-х и 50-х годах, когда они оба были ведущими преподавателями в Тель-Авиве.

## Художественный стиль
Создавая новый абстрактный стиль, Стемацкий в своих ранних работах сплавляет воедино размытые акварельные пятна пейзажей с резко очерченными контурами реального пространства. С 1955 года его композиции основываются на геометрических формах, окруженных цветными пятнами. В 1960-х годах он заинтересовался ритмикой, используя цветные пятна для выражения чувства и добавления ощутимой глубины к абстрактным фигурам. В последнее десятилетие жизни он создал серии чистых абстракций, используя технику лессированной темперы на промышленной бумаге.
В 2005 году Стемацкий занял 186-е место в списке самых выдающихся израильтян по результатам голосования израильского новостного сайта Ynet.

## Образование
- 1925 — 26 — Еврейская Гимназия «Герцлия», Тель-Авив
- 1926 — 29 — Академия искусства и дизайна Бецалель, Иерусалим, вместе с Ари Арохом, Моше Кастелем и др.
- 1929 — Ицхак Френкель, Тель-Авив
- 1930 — 31 Академия де ла Гранд Шомьер, художественная академия в Париже, вместе с Авни

## Преподавательская деятельность
- Учреждает студию совместно с Иезекилем Штрейманом, которая функционирует до 1948 года
- 1952 — 60 — Институт искусств и дизайна Авни, Тель-Авив
- 1962 — 77 — Хайфский университет и Институт искусств и дизайна Авни

## Награды и Призы
- 1941 — Приз Дизенгофа для художников и скульпторов, муниципалитет Тель-Авива и Яффы, Тель-Авив
- 1956 — Приз Дизенгофа для художников и скульпторов, муниципалитет Тель-Авива и Яффы, Тель-Авив
- 1967 — Первый приз на выставке в Крепости Давида, Иерусалим
- 1976 — Приз Сандберга для Израильских Художников, Израильский Музей, Иерусалим